# Pedro Ponce de León y Terry

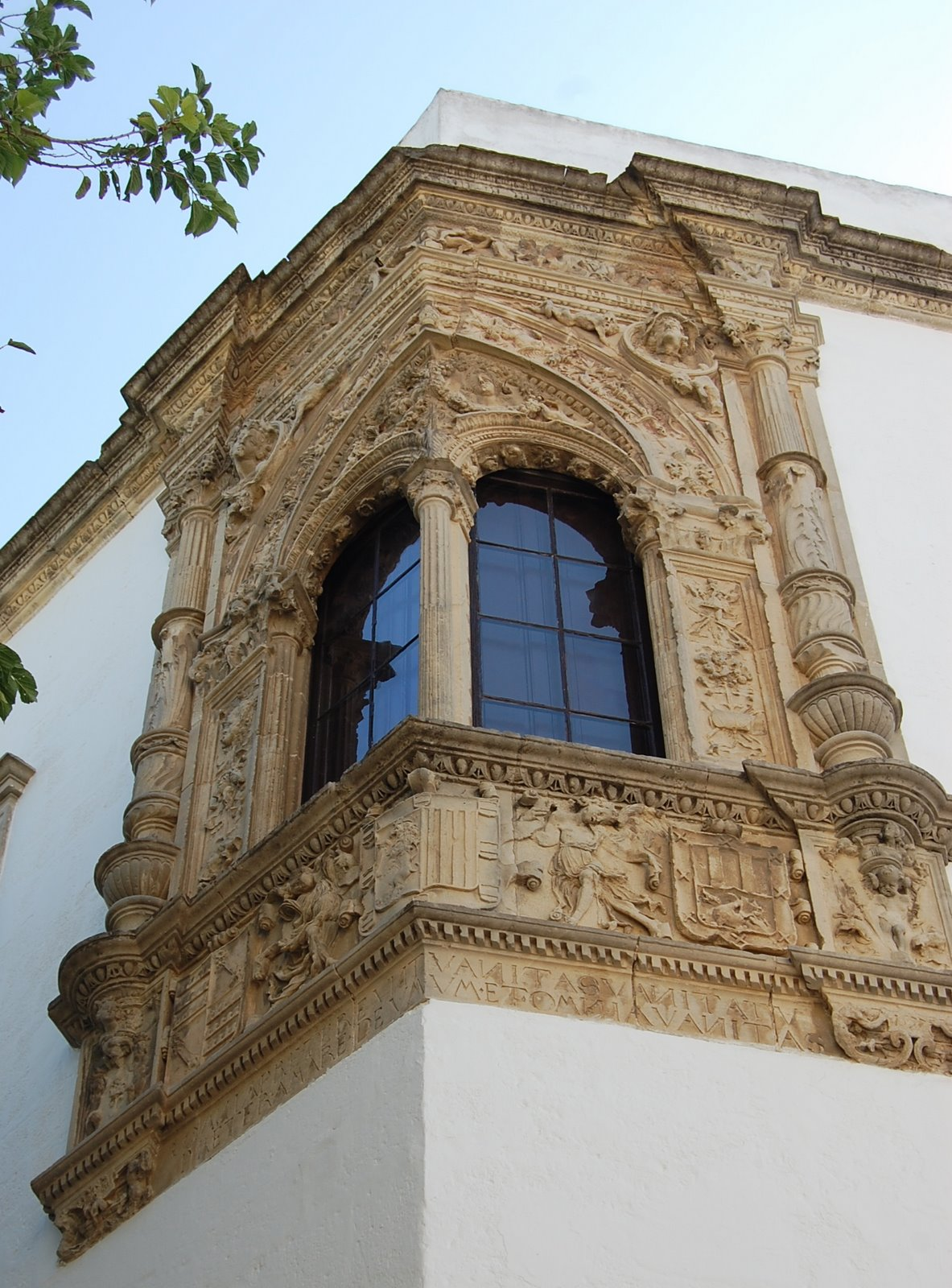
Palacio Ponce de León en Jerez de la Frontera (Marqueses del Castillo del Valle de Sidueña)

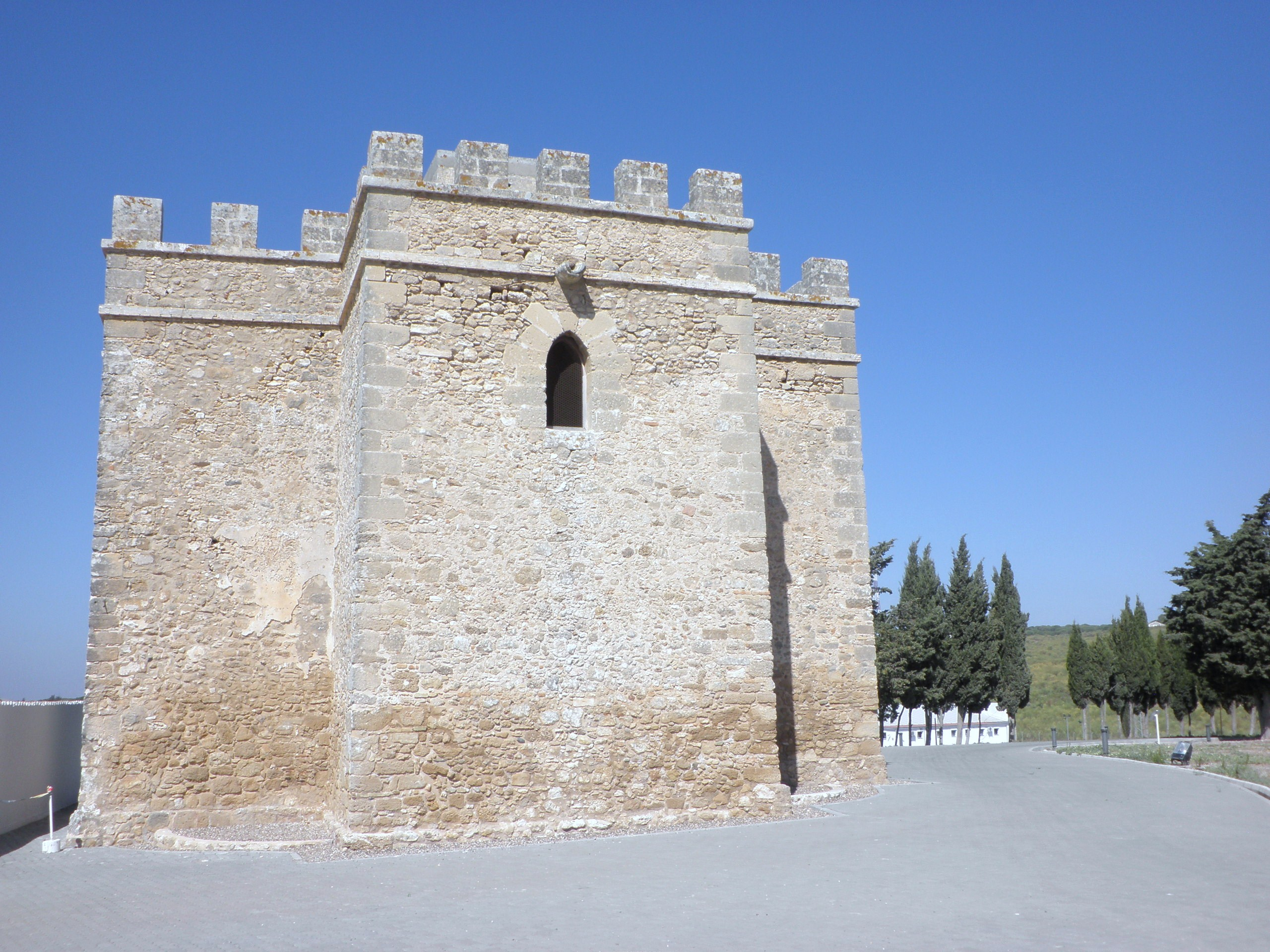
Castillo del Valle de Sidueña, Puerto de Santa Mª (Cádiz)(6)

Pedro Ponce de León y Terry fue un propietario y preparador de caballos que ganó varios premios de carreras en España en los años 1930. El premio Ponce de León fue una carrera de vallas sobre 3000 m que llevó su nombre y se llegó a disputar el 5 de junio de 1932.  Sus caballos más conocidos fueron Pocker, ganador del Gran Handicap de Verano en 1931, y Pierrete, con el llegó a ganar varios premios también. Tenía el grado de capitán de caballería cuando murió durante la guerra civil siendo ascendido a comandante póstumamente.

## Historia

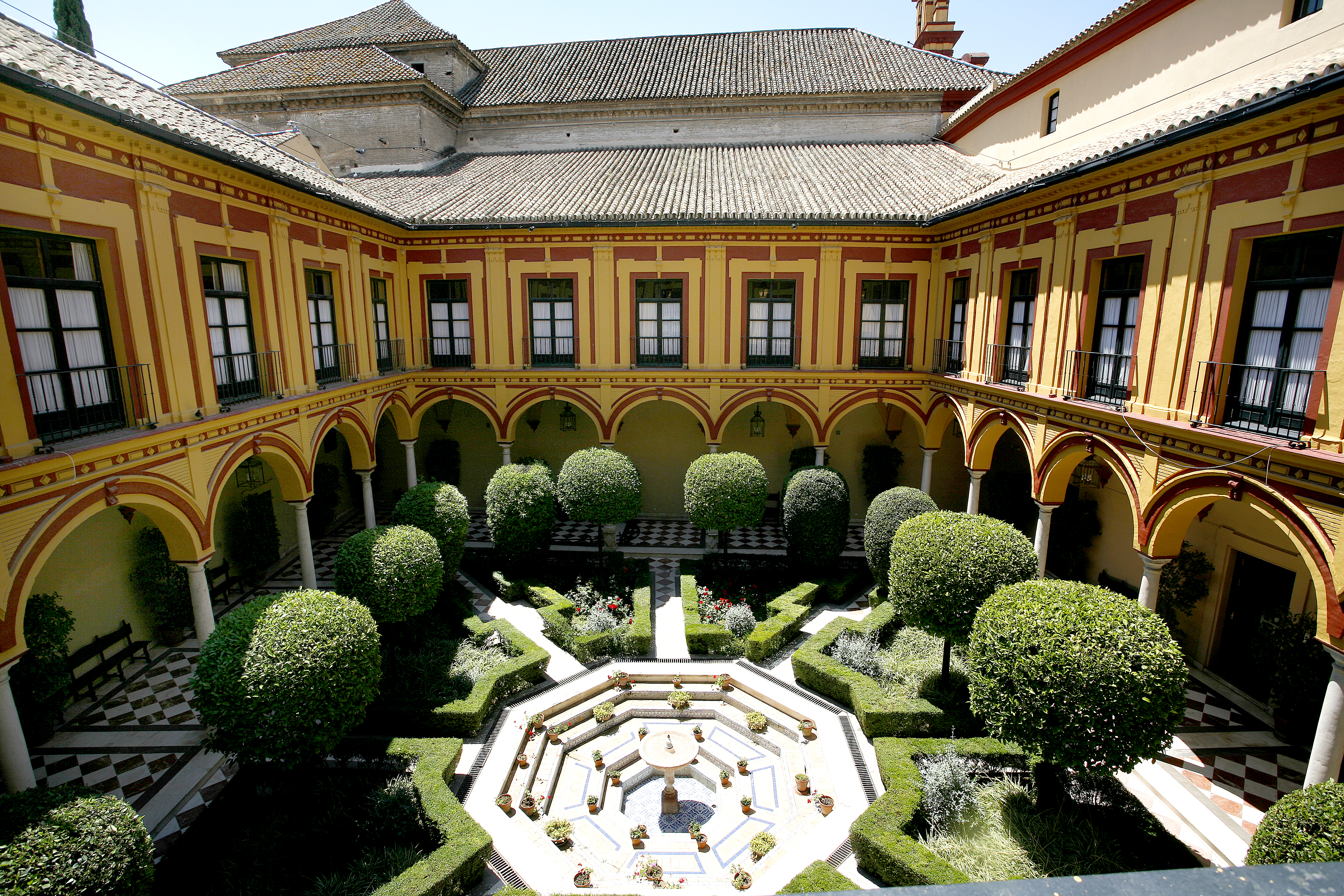
Palacio de los Ponce de León en Sevilla, sede social de EMASESA

Pedro Ponce de León y Terry pertenecía a dos familias andaluzas vinculadas al mundo del caballo: los Ponce de León y los Terry. Por línea paterna descendía de la casa de Arcos titulares del ducado de Cádiz en tiempos de los Reyes Católicos y por tanto parientes de Pero Ponce de León, (quien adquiriese fama en la corte del emperador Carlos V por alancear toros a caballo, costumbre que ha pervivido hasta nuestros días reflejada en el arte del rejoneo). Muchos antepasados y parientes de Pedro Ponce de León y Terry fueron militares de caballería al igual que él (entre ellos su padre, su hermano Rodrigo y su abuelo, el marqués del Castillo del Valle de Sidueña, Juan Manuel Ponce de León y Gordon).  Pedro era descendiente también de la casa de Medinaceli quienes junto a la casa de Arcos fueron propietarios de caballos españoles de línea guzmanes o valenzuelas, cuyo origen está en Córdoba. Así mismo por línea materna era primo hermano de otro conocido criador de caballos y bodeguero, Fernando A. Terry del Cuvillo, quien adquirió para las bodegas Terry la Yeguada del Hierro del Bocado, la más importante reserva genética del caballo cartujano en el mundo, de donde proviene una buena parte de la línea actual del Hierro de Terry. Pedro y Fernando eran nietos de Fernando M. Terry Gil de León, iniciador del negocio de las bodegas Terry del Puerto de Santa María. Fernando Terry y del Cuvillo, fue quien dio proyección a las bodegas Terry, junto a sus hermanos Carlos y Javier (fundadores de las bodegas 501). Los tres hermanos descendían de las familias Carrera y Cuvillo (de tradición bodeguera en el Puerto de Santa Mª), mientras que su primo Pedro Ponce de León descendía de la línea Terry emparentada con los Urizar, una familia de la burguesía vasca. Luciano Urízar era hermano de uno de los bisabuelos de Pedro, Francisco Urizar Echevarría.